# Guo Yuehua
Guo Yuehua (chinesisch 郭 躍華 / 郭 跃华, Pinyin Guō Yuèhuá; * 4. Februar 1956 in Xiamen) ist ein ehemaliger chinesischer Tischtennisspieler. Er ist zweifacher Weltmeister im Einzel und dreifacher Mannschaftsweltmeister.
Manchmal wird sein Name auch mit Kuo Yue-hua oder auch Guo Yaohua angegeben.
Er wuchs in Südostchina auf und arbeitete Anfang der 1980er Jahre als Sportlehrer in Shanghai.

## Weltmeisterschaften
Viermal nahm Guo Yuehua an Weltmeisterschaften teil, jedes Mal erreichte er im Einzel das Endspiel.
Bei der WM 1977 in Birmingham gewann er den Titel mit der chinesischen Mannschaft. Im Einzel erreichte er das Endspiel, in dem er dem Japaner Mitsuru Kohno unterlag.
1979 wurde er erneut Vizeweltmeister, diesmal verlor er das Endspiel gegen Seiji Ono (Japan), das er im 4. Satz wegen eines Muskelfaserrisses aufgab. Im Doppel kam er mit Liang Geliang auf Platz 3, mit dem chinesischen Team wurde er hinter Ungarn Zweiter.
1981 gewann er erstmals den Titel im Einzel vor seinem Landsmann Cai Zhenhua. Auch mit der Mannschaft wurde er Erster. Im Doppel holte er mit Xie Saike (China) Silber.
Am erfolgreichsten war Guo Yuehua bei der WM 1983 in Tokio. Hier holte er drei Titel: Im Einzel wieder vor Cai Zhenhua, im Mixed mit Ni Xialian (China) und mit dem chinesischen Team.

## Spielweise und Einfluss auf die Entwicklung des Tischtennissports
Guo spielte wie die meisten chinesischen Spieler seiner Zeit mit der sogenannten Penholder-Technik und nutzte die Vorteile dieser Schlägerhaltung beim Bewegungsspielraum des Handgelenks für die Entwicklung neuer Aufschlagtechniken (siehe auch Technische Entwicklung des Aufschlags), die ihn zu einem der besten Aufschläger seiner Zeit machten. Seine Aufschläge führten nicht selten zum direkten Punktgewinn oder aber produzierten einen schlechten Rückschlag seines Gegners, so dass er seinen starken Vorhand-Topspin im Anschluss direkt punktbringend einsetzen konnte. Dieser Stil wurde auch als sogenannte „Third Ball Attack“ bekannt
Viele asiatische (wie z. B. der spätere Olympiasieger Liu Guoliang) und schließlich auch europäische Spieler wie Jan-Ove Waldner adaptierten diese Spielweise, wobei die Europäer Möglichkeiten fanden, die außerhalb Asiens allgemein übliche Shakehand-Griffhaltung für den Aufschlag so zu modifizieren, dass sie schließlich ähnliche technische Möglichkeiten bot. Nach dem Aufschlag wurde dann wieder auf die normale Shakehand-Griffhaltung umgegriffen.

## Rückzug
Nach der Weltmeisterschaft 1983 erklärte Guo Yuehua den Rücktritt vom internationalen Leistungssport. Er begann an der Universität von Fujian ein Studium der Pädagogik und arbeitete dann als Ausbilder zum Sportlehrer. Die Regierung der Provinz Fujian ernannte ihn zum Vizedirektor des Sportkomitees, in diesem Amt war er aber nie tätig.

## Zeit in Deutschland
1987 wurde Guo Yuehua vom SSV Reutlingen für die Bundesliga verpflichtet. Hier spielte er bis 1992, danach bei Hertha BSC. 1993 kehrte er nach China zurück.

## Privat
Guo Yuehua ist der Sohn eines Lehrers. Er wuchs in einer sechsköpfigen Familie auf. 1983 heiratete er Shen Yan, er hat einen Sohn (* 1986).

## Turnierergebnisse
| Verband | Veranstaltung           | Jahr | Ort          | Land | Einzel        | Doppel        | Mixed         | Team |
| ------- | ----------------------- | ---- | ------------ | ---- | ------------- | ------------- | ------------- | ---- |
| CHN     | Asienmeisterschaft ATTU | 1982 | Jakarta      | INA  | Halbfinale    | Gold          | Silber        | 1    |
| CHN     | Asienmeisterschaft ATTU | 1980 | Calcutta     | IND  | Halbfinale    | Gold          | Silber        | 1    |
| CHN     | Asienmeisterschaft ATTU | 1978 | Kuala Lumpur | MAS  | Gold          | Silber        | Silber        | 1    |
| CHN     | Asienmeisterschaft ATTU | 1976 | Pyongyang    | PRK  | Silber        | Viertelfinale |               | 1    |
| CHN     | Asienspiele             | 1982 | New Delhi    | IND  | Viertelfinale | Halbfinale    |               | 1    |
| CHN     | Asienspiele             | 1978 | Bangkok      | THA  | Silber        | Gold          | Gold          | 1    |
| CHN     | Weltmeisterschaft       | 1983 | Tokio        | JPN  | Gold          | keine Teiln.  | Gold          | 1    |
| CHN     | Weltmeisterschaft       | 1981 | Novi Sad     | YUG  | Gold          | Silber        | Viertelfinale | 1    |
| CHN     | Weltmeisterschaft       | 1979 | Pyongyang    | PRK  | Silber        | Halbfinale    | Viertelfinale | 2    |
| CHN     | Weltmeisterschaft       | 1977 | Birmingham   | ENG  | Silber        | letzte 16     | letzte 16     | 1    |
| CHN     | World Cup               | 1982 | Hong Kong    | HKG  | Gold          |               |               |      |
| CHN     | World Cup               | 1981 | Kuala Lumpur | MAS  | 3             |               |               |      |
| CHN     | World Cup               | 1980 | Hong Kong    | HKG  | Gold          |               |               |      |